# Александър Давидов (офицер)
Вижте пояснителната страница за други личности с името Александър Давидов.
Александър Ковачевски Давидов е български офицер (генерал-майор).

## Биография
Александър Давидов е роден на 20 май 1878 г. в Кюстендил. През 1898 г. завършва Военното на Негово Княжеско Височество училище и е произведен в чин подпоручик, а през 1903 г. е произведен в чин поручик. Служи в 3-та пионерна дружина. През 1904 г. като поручик от 1-ва пионерна дружина е командирован за обучение в Академията на Генералния щаб в Торино Италия, която завършва през 1908 година. Междувременно на 31 декември 1906 г. е произведен в чин капитан, а на 2 август 1912 г. е произведен в чин майор.
Взема участие в Балканската (1912 – 1913) и Междусъюзническата война (1913). Служи в Информационно-цензурната секция. На 2 август 1915 г. е произведен в чин подполковник.
По време на Първата световна война (1915 – 1918) подполковник Ковачев е първоначално началник-щаб на 12-а пехотна дивизия, за която служба през 1918 г. е награден с Военен орден „За храброст“, III степен, 2-ри клас, която награда е потвърдена със заповед № 355 от 1921 г. по Министерството на войната. На 14 октомври 1917 г. е произведен в чин полковник. Служи като началник-щаб на 2-ра пехотна тракийска дивизия, за която служба със заповед № 464 от 1921 г. по Министерството на войната е награден с Орден „Св. Александър“, ІІІ степен, с мечове в средата.
След края на Първата световна война 1914 – 1918 заема различни командни длъжности в армията: началник на 2-ра военноинспекционна област, началник на Пловдивския гарнизон, временно изпълняващ длъжността началник-щаб на армията (юни-юли 1923), инспектор на пограничната стража (1923 – 1924), началник на канцеларията на Военното министерство (1924 – 1925).
Загива при атентата в църквата „Света Неделя“ на 16 април 1925 година.

## Образование
- Военно на Негово Княжеско Височество училище (до 1898)
- Торинска генералщабна академия, Италия (1904 – 1908)

## Военни звания
- Подпоручик (1898)
- Поручик (1903)
- Капитан (31 декември 1906)
- Майор (2 август 1912)
- Подполковник (2 август 1915)
- Полковник (14 октомври 1917)
- Генерал-майор

## Награди
- Военен орден „За храброст“ IV степен, 2-ри клас;
- Военен орден „За храброст“ III степен, 2-ри клас (1918);
- Орден „Св. Александър“ III степен с мечове по средата (1921);
- Орден „Св. Александър“ II степен с мечове по средата;
- Народен орден „За военна заслуга“ II и IV степен на военна лента.